# Modesty Blaise (1982)
Modesty Blaise  ist ein amerikanischer Actionfilm des Regisseurs Reza Badiyi aus dem Jahr 1982. Er wurde von Paramount Television als Pilotfilm für eine Serie produziert. Der Pilotfilm wurde zwar 1982 auf ABC-Network ausgestrahlt, die geplante Fernsehserie wurde jedoch nicht realisiert.

## Inhalt
Der Film spielt in den 1980er Jahren in Kalifornien. Modesty Blaise und ihr Partner Willie Gavin befassen sich mit dem Diebstahl eines Hochleistungscomputers in Tarrant's Agency. Der Computer wurde von Debby Defarge, eine Mitarbeiterin bei Tarrant's und ein hochintelligentes, aber kriminelles Computergenie, gestohlen, um mit seiner Hilfe die New Yorker Aktienbörse lahmzulegen.

## Produktion und Veröffentlichung
Modesty Blaise ist nach Joseph Loseys Modesty Blaise – Die tödliche Lady der zweite Film, der auf der Grundlage der gleichnamigen Comic-Serie von Peter O’Donnell, die er von 1963 bis 2001 publiziert hat, gedreht wurde. Produziert wurde der Film von Barney Rosenzweig Productions und Paramount Television. Das Drehbuch schrieb der US-amerikanische Produzent und Drehbuchautor Steven Zito auf der Grundlage des ersten Modesty-Blaise-Romans von Peter O’Donnell. Der Roman O’Donnells ist seinerseits hervorgegangen aus einem Skript, das O’Donnell für einen ersten Modesty-Blaise-Film geschrieben hatte, der aber nie realisiert wurde. Das Drehbuch übernimmt einzelne Elemente aus dem Modesty-Blaise-Roman, folgt aber weitgehend einem eigenen Konzept.
Regie führte Reza Badiyi und den Schnitt übernahm Stanford C. Allen. Die künstlerische Leitung lag bei John Beckman und für die Kameraführung war Michael D. Margulies verantwortlich. In den Hauptrollen spielten Ann Turkel (Modesty Blaise), Lewis Van Bergen (Willie Garvin), Keene Curtis (Tarrant) und Sab Shimono (Weng).
Die Filmmusik schrieben Kevin Knelman und Paul Zaza (* 1957). Die amerikanische Gruppe Sparks schrieb den Titelsong Modesty Blaise. Nach der Absage der geplanten Serie veröffentlichte Sparks das Lied in Europa unter dem geänderten Titel Modesty Plays Ende 1982/Anfang 1983. Das Lied wurde in einer neuen Fassung in das 1986er Album Music That You Can Dance To aufgenommen.
Der Film wurde von ABC-Network ausgestrahlt. Die Serie, für die der Film der Pilot sein sollte, wurde jedoch nicht mehr produziert.